# Skjálfandafljót
Le Skjálfandafljót, toponyme islandais signifiant littéralement en français « le fleuve des tremblements », est un fleuve situé dans le Nord de l'Islande. Il prend sa source à la confluence de deux cours d'eau issus de l'eau de fonte du Vatnajökull. Il coule ensuite vers le nord et se jette dans la Skjálfandi. La rivière comporte plusieurs chutes d'eau sur son cours dont l'Aldeyjarfoss et la Goðafoss.

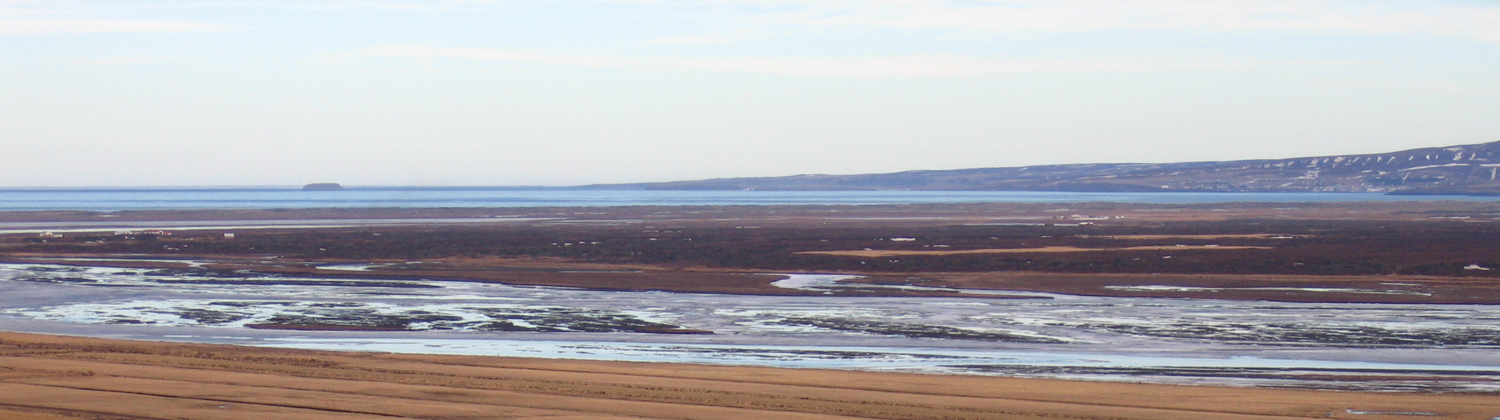
Panorama du Skjálfandafljót à son embouchure à la Skjálfandi.